# Abel Ruiz
Abel Ruiz Ortega (* 28. Januar 2000 in Almussafes, Valencianische Gemeinschaft) ist ein spanischer Fußballspieler. Seit 2024 steht er beim FC Girona unter Vertrag.

## Karriere

### Verein
Ruiz wurde in Almussafes bei Valencia geboren und kam 2012 vom FC Valencia zum FC Barcelona, wo er am 21. November 2016 seinen Vertrag verlängerte. Am 9. April 2017 debütierte Ruiz in der B-Mannschaft, als er noch ein Juniorenspieler war, als Einwechselspieler für Jesús Alfaro beim 2:0-Auswärtssieg in der Segunda División B gegen den CF Badalona. Am 28. August gab er sein Debüt im Profifußball und ersetzte David Concha bei der 0:3-Heimniederlage der B-Mannschaft gegen CD Teneriffa in der Segunda División. Ruiz erzielte am 1. September 2017 sein erstes Tor im Profifußball bei einem 2:2-Unentschieden gegen den FC Granada. Er gewann mit der Jugendmannschaft des FC Barcelona auch die UEFA Youth League 2017/18. Ruiz debütierte am 12. Mai 2019 in La Liga bei einem 2:0-Sieg gegen den FC Getafe, als er für Philippe Coutinho eingewechselt wurde.
Im Januar 2020 wurde Ruiz an Sporting Braga verliehen. Zum Ende der Saison fand eine feste Verpflichtung für acht Millionen Euro statt.

### Nationalmannschaft
Ruiz gewann mit Spanien die U-17-Europameisterschaft 2017 und die U-19-Europameisterschaft 2019. Bei der U-17-Weltmeisterschaft 2017 belegte er den zweiten Platz. Zuletzt spielte er für die U-21-Auswahl.
Anfang Juni 2021 debütierte Ruiz bei einem 4:0-Sieg gegen Litauen in der A-Nationalmannschaft. Aufgrund von COVID-19-Fällen im Kader für die kurze Zeit später beginnende Europameisterschaft 2021 traten die Spieler, die zuvor die U21-EM absolviert hatten, bei diesem Spiel an.

## Titel

### Verein
International
- UEFA-Youth-League-Sieger: 2018

Spanien
- Meister: 2019

Portugal
- Pokalsieger: 2021
- Ligapokalsieger: 2024

### Nationalmannschaft
- Olympiasieger: 2024
- U19-Europameister: 2019
- U17-Europameister: 2017

### Individuell
- Torschützenkönig
  - der U21-Europameisterschaft: 2023 (mit Sergio Gómez und Heorhij Sudakow)
  - der Taça de Portugal: 2021